# Malcolmia hispida
Malcolmia hispida är en korsblommig växtart som beskrevs av Dmitrij Litvinov. Malcolmia hispida ingår i släktet strandlövkojor, och familjen korsblommiga växter. Inga underarter finns listade i Catalogue of Life.